# 2011年の相撲
< 2011年 | 2011年のスポーツ
2011年の相撲（2011ねんのすもう）では、2011年（平成23年）の相撲について述べる。
2010年-2011年-2012年

## できごと

### 1月
- 14日 - 【大相撲】一門無所属の高田川部屋が、二所ノ関一門へ加入する見込みであると報道された[1]。
- 19日 - 【大相撲】NHKは4月からのBS放送再編に伴い、BS2での大相撲中継を3月（春）場所をもって終了することを発表。これにより前半の幕下の取組は中継されないことになる[2]。
- 22日 - 【大相撲】この日に行われた1月場所14日目で、1敗の横綱白鵬が勝って2敗の隠岐の海が敗れたため、白鵬の6場所連続16度目の優勝が決定した。年6場所制となった1958年以降で、6連覇は1962年7月場所から1963年5月場所の大鵬、2004年11月場所から2005年11月場所（7連覇）の朝青龍に次いで史上3人目[3]。
- 23日 - 【大相撲】元幕内春日錦が現役を引退し、年寄「竹縄」を襲名した[4]。
- 26日 - 【大相撲】2010年の大相撲野球賭博問題で、警視庁が元十両・古市ら4人を賭博開張図利と同ほう助罪で逮捕した[5]。
- 27日 - 【大相撲】日本相撲協会が理事会を開き、1月場所限りで閉鎖になった桐山部屋の所属力士らについて、朝日山部屋へ転属することを承認した[6]。

### 2月
- 2日 - 【大相撲】大相撲野球賭博問題に於ける警視庁の捜査の過程において、力士の一部が携帯電話のメールで八百長を行っていた疑惑が発覚（大相撲八百長問題）。
- 3日 - 【大相撲】大相撲八百長問題に関し、日本放送協会（NHK）は2月11日に開催する予定であった『第44回NHK福祉大相撲』興行を中止することを発表した[7]。また、フジテレビは2月6日に開催予定であった『日本大相撲トーナメント』の開催並びに中継を中止することを発表した[8]。
- 6日 - 【大相撲】日本相撲協会は八百長問題の発覚を受けて臨時理事会を開き、3月場所と年内の巡業を中止することを決定した。本場所の中止は、1946年（昭和21年）6月場所[注 1]以来65年ぶりのことであり、不祥事による場所中止は史上初となる[9]。
- 15日 - 【大相撲】野球賭博問題に関連して、警視庁が現役関取を含む9人を書類送検した[10]。
- 22日 - 【大相撲】日本相撲協会がこの日、理事会と評議員会を開き、2010年度決算を承認。経常収益が92億7000万円、経常費用は110億5000万円、併せて前年比マイナス10億円で、17億3000万円の大幅赤字となる見込み。野球賭博、八百長問題といった不祥事が影響[11]。
- 28日 - 【大相撲】日本相撲協会は、中止が決定した3月場所の番付発表予定日だったこの日に、番付に相当する「順席」を発表した[12]。

### 3月
- 3日 - 【大相撲】野球賭博問題に関連して、警視庁が現役力士16人、現役親方1人を含む計27人を書類送検した[13]。
- 5日 - 【大相撲】日本相撲協会が新弟子検査を行ったが、受検者数は3月場所前の検査としては過去最少の36人にとどまった[14]。
- 9日 - 【大相撲】日本相撲協会が、八百長問題の再発防止を目的とした特別委員会「大相撲新生委員会」を設置し、この日に初会合が行われた[15]。
- 11日 - 東北地方太平洋沖地震（東日本大震災）が発生。
- 17日
  - 【大相撲】日本相撲協会が理事会を開き、日本赤十字社を通じて震災被災地へ5000万円を寄付することを決定した[16]。
  - 【大相撲】野球賭博問題に関連して、東京地方検察庁はこの日までに、現役力士4人を含む計9人を賭博罪で略式起訴した[17]。
- 25日 - 【大相撲】日本相撲協会が、東日本大震災への募金活動を開始した[18]。
- 30日 - 【大相撲】日本相撲協会は、東日本大震災からの避難者が集まる東京武道館で4月6日に炊き出しを実施すると発表した[19]。

### 4月
- 1日 - 【大相撲】日本相撲協会が理事会を開いて八百長問題に関与した関係者に対する処分を決定し、力士19人に対する引退勧告処分をはじめとして計40人の協会員を処分した[注 2][20]。
- 4日 - 【大相撲】日本相撲協会は、東日本大震災の避難場所となっている旭市立飯岡小学校で4月11日に、味の素スタジアムで4月15日に、炊き出しを実施すると発表した[21]。
- 5日 - 【大相撲】日本相撲協会は、八百長問題で引退勧告を受けた力士19人全員の引退届を受理したと発表した。停職処分となった竹縄親方（元幕内・春日錦）の退職届も受理されたが、退職勧告を受けた谷川親方（元小結・海鵬）は退職届の提出を拒否した。[22]。
- 6日
  - 【大相撲】日本相撲協会が理事会を開き、八百長問題の影響により5月場所の通常開催を断念し、無料で一般公開する『技量審査場所』とすることを決定した。外部表彰を自粛し優勝パレードは中止とするが、成績等は公式記録として扱うことになる。また、退職勧告処分に従わず退職届の提出を拒否した谷川親方（元小結・海鵬）については解雇処分とすることを決定した[23]。
  - 千田川親方（元幕内・燁司）が、年寄「竹縄」に名跡変更した[24]。
- 8日 - 【大相撲】日本相撲協会が、4月9日以降に行う東日本大震災の被災地の慰問と炊き出しの日程を発表した[25]。
- 11日 - 【大相撲】日本相撲協会が理事会を開き、八百長問題に関与したとして、幕内蒼国来と十両星風を引退勧告処分とすることを決定した[26]。2人の師匠である荒汐親方（元小結・大豊）と尾車親方（元大関・琴風）は監督責任で1階級降格処分とした。
- 14日 - 【大相撲】日本相撲協会が理事会を開き、八百長問題で引退勧告処分とした幕内蒼国来と十両星風が勧告に応じなかったとして、両力士を解雇処分にすることを決定した[27]。
- 20日 - 【大相撲】日本放送協会（NHK）は、5月技量審査場所について中継を行わないと発表した[28]。
- 26日
  - 【大相撲】横綱白鵬が会長を務める力士会の会合において、東日本大震災で被災した子供たちを長期的に支援する方策として、十両以上の関取（定員70人）が毎月1万円を今後10年に亘って寄付する計画を白鵬が提案し了承された[29]。
  - 【大相撲】稲川親方（元幕内・金開山）が、年寄「千田川」に名跡変更した[30]。
- 29日 - 【大相撲】横綱審議委員会による稽古総見が国技館において一般無料公開で行われたが、入場者数は2000年に一般公開が始まって以来史上最少となる1708人にとどまった[31]。

### 5月
- 4日 - 【大相撲】元小結普天王が現役を引退し、年寄「稲川」を襲名した[32]。
- 6日 - 【大相撲】日本相撲協会が5月技量審査場所の順席を発表した。解雇処分となった幕内蒼国来と十両星風の位置は空位とされた[33]。
- 14日 - 【大相撲】元関脇北勝力が現役を引退し、年寄「谷川」を襲名した[34]。
- 19日 - 【大相撲】5月技量審査場所12日目のこの日に、大関魁皇の幕内通算出場回数が、高見山の記録を抜いて史上最多となる1431回に到達した[35]。
- 20日 - 【大相撲】現役最年長力士の栃天晃が現役を引退した[36]。
- 22日 - 【大相撲】5月技量審査場所はこの日に千秋楽を迎えて、幕内は横綱白鵬が13勝2敗で、2004年11月場所から2005年11月場所の朝青龍に並んで歴代1位となる7連覇を達成した[37]。
- 25日 - 【大相撲】日本相撲協会が7月場所の番付編成会議を行い、幕内と十両で2人ずつ定員を削減したが1947年5月場所の12人を超えて史上最多となる13人の十両昇進が決定した。このうち2人は5月技量審査場所で負け越しており、戦後初となる負け越し力士の十両昇進となった[38]。

### 6月
- 2日 - 【大相撲】日本相撲協会が理事会を開き、八百長問題の再発防止策が機能したことなどを理由に、7月場所を通常開催することを決定した。NHKによる中継も再開される[39]。
- 4日 - 【大相撲】日本相撲協会が、岩手県上閉伊郡大槌町を皮切りに、東日本大震災の被災3県（岩手・宮城・福島）の10か所の巡回慰問を始めた（6月8日まで）[40][41]。
- 7日 - 超党派の国会議員による「大相撲の早期正常化と更なる発展を求める議員連盟」（会長竹本直一）が発足[42]。
- 17日
  - 【大相撲】高島部屋が、所属力士0人になったため閉鎖された。師匠の高島親方（元関脇・高望山）ら関係者は春日山部屋に転属した[43]。
  - 【大相撲】八百長問題に関与したとして日本相撲協会を解雇された元幕内蒼国来が、日本相撲協会に対して幕内力士としての地位確認等を求める訴訟を東京地方裁判所に提訴した[44]。
- 27日 - 【大相撲】日本相撲協会が7月場所の番付を発表し、八百長問題の影響で複数の負け越し力士の番付が上昇したため、毎場所編成するようになった1933年以降では初めて幕内、十両からの陥落者がともに1人もいなかった[45]。

### 7月
- 1日 - 【大相撲】八百長問題に関与したとして日本相撲協会を解雇された元十両星風が、日本相撲協会に対して力士としての地位確認等を求める訴訟を東京地方裁判所に提訴した[46]。
- 13日 - 【大相撲】大関魁皇がこの日の豊ノ島戦に勝利し、千代の富士の持つ通算勝利数記録の1045勝に並んだ[47]。
- 14日 - 【大相撲】大関魁皇がこの日の旭天鵬戦に勝利し、通算勝利数が単独最多の1046勝になった[48]。
- 15日 - 【大相撲】浅香山親方（元幕内・起利錦）が、年寄「雷」に名跡変更した[49]。
- 20日 - 【大相撲】1047勝で歴代最多勝利数記録を持つ大関魁皇が現役を引退し、年寄「浅香山」を襲名した[50]。
- 23日 - 【大相撲】7月場所14日目のこの日に、大関日馬富士の12場所ぶり2度目の幕内最高優勝が決定した。これにより、史上最多タイとなる7連覇中だった横綱白鵬の連続優勝記録が止まった[51]。

### 8月
- 29日 - 【大相撲】日本相撲協会が9月場所の番付を発表し、大関以上の地位は1993年1月場所以来史上2度目となる日本人力士不在になった[52]。

### 9月
- 14日 - 【大相撲】日本相撲協会は、伊勢ノ海部屋付きの勝ノ浦親方（元幕内・北勝鬨）が、伊勢ノ海親方（元関脇・藤ノ川）の停年（定年）退職に伴って9月25日付で年寄「伊勢ノ海」を襲名し、同部屋を継承すると発表した[53]。
- 25日 - 【大相撲】9月場所はこの日に千秋楽を迎え、幕内は横綱白鵬が2場所ぶり20回目の優勝を果たした[54]。
- 28日 - 【大相撲】日本相撲協会が番付編成会議と理事会を開き、関脇琴奨菊の大関昇進を決定した[55]。
- 29日 - 【大相撲】日本相撲協会が理事会を開き、35代木村庄之助の停年（定年）退職に伴って、10月31日付で38代式守伊之助が36代木村庄之助に昇格することを承認した。式守伊之助は空位になり、立行司は2006年3月場所以来5年ぶりに1人だけになる[56]。

### 10月
- 19日 - 【大相撲】日本放送協会（NHK）が、衛星放送（BS）での大相撲中継を11月（九州）場所から復活させると発表した。BS再編に伴い1月場所を最後にBSでの中継が消滅し、相撲ファンから復活を求める声が上がっていた[57]。

### 11月
- 7日 -【大相撲】鳴戸部屋師匠の鳴戸親方（元横綱・隆の里）が死去した[58]。
- 8日 - 【大相撲】日本相撲協会が理事会を開き、鳴戸部屋付きの西岩親方（元幕内・隆の鶴）が年寄「鳴戸」を襲名し、同部屋を継承することを承認した[59]。
- 21日 - 【大相撲】元関脇玉乃島が現役を引退し、年寄「西岩」を襲名した[60]。
- 22日 - 【大相撲】日本相撲協会の放駒理事長（元大関・魁傑）は、前日に元横綱朝青龍が支度部屋に入ったとして、監察委員の岩友親方（元幕内・栃勇）を注意した[61]。
- 25日 - 【大相撲】11月場所13日目のこの日に、横綱白鵬の2場所連続21回目の幕内最高優勝が決定した[62]。
- 30日 - 【大相撲】日本相撲協会が番付編成会議と理事会を開き、関脇稀勢の里の大関昇進を決定した[63]。

## 大相撲

### 本場所

#### 一月場所（初場所）
両国国技館（東京都）を会場に、初日の1月9日（日）から、千秋楽の1月23日（日）まで15日間開催された。番付発表は2010年（平成22年）12月21日（火）。
| タイトル     | タイトル     | 人物（所属部屋 出身地） - 成績                                                 |
| ------------ | ------------ | ------------------------------------------------------------------------------ |
| 幕内最高優勝 | 幕内最高優勝 | 白鵬翔（宮城野部屋 モンゴル・ウランバートル出身） - 14勝1敗（6場所連続16回目） |
| 三賞         | 殊勲賞       | 稀勢の里寛（鳴戸部屋 茨城県牛久市出身） - 10勝5敗（2場所連続4回目）            |
| 三賞         | 敢闘賞       | 隠岐の海歩（八角部屋 島根県隠岐郡隠岐の島町出身） - 11勝4敗（初受賞）          |
| 三賞         | 技能賞       | 琴奨菊和弘（佐渡ヶ嶽部屋 福岡県柳川市出身） - 11勝4敗（19場所ぶり3回目）       |
| 十両優勝     | 十両優勝     | 春日王克昌（春日山部屋 韓国ソウル出身） - 12勝3敗 ※優勝決定戦勝利              |
| 幕下優勝     | 幕下優勝     | 松谷裕也（松ヶ根部屋 福岡県築上郡築上町出身） - 7戦全勝                        |
| 三段目優勝   | 三段目優勝   | 白虎雅之（中村部屋 兵庫県明石市出身） - 7戦全勝                                |
| 序二段優勝   | 序二段優勝   | 剛乃海智行（藤島部屋 宮城県東松島市出身） - 7戦全勝 ※優勝決定戦勝利            |
| 序ノ口優勝   | 序ノ口優勝   | 蘇堅太（阿武松部屋 鹿児島県大島郡瀬戸内町出身） - 7戦全勝                      |

#### 三月場所（春場所、大阪場所）(中止)
大阪府立体育会館（大阪市）を会場に、初日の3月13日（日）から千秋楽の3月27日（日）まで15日間開催される予定であったが、2011年2月に発覚した大相撲八百長問題を受けて戦後初めて中止になった。
なお、2日前には東北地方太平洋沖地震（以下、東日本大震災という）が発生しているが、本場所の中止は約1ヶ月前の2月6日に決定しており、東日本大震災の発生に直接起因するものではない。

#### 五月技量審査場所
両国国技館（東京都）を会場に初の技量審査場所として、初日の5月8日（日）から千秋楽の5月22日（日）まで15日間開催された。番付に相当する順席は、3月場所の番付発表予定日だった2月28日（月）に発表されていたが、5月6日（金）に改めて発表された。
| タイトル     | タイトル     | 人物（所属部屋 出身地） - 成績 |
| ------------ | ------------ | --- |
| 幕内最高優勝 | 幕内最高優勝 | 白鵬翔（宮城野部屋 モンゴル・ウランバートル出身） - 13勝2敗（7場所連続19回目）                                                                         |
| 三賞         | 殊勲賞       | 該当者なし |
| 三賞         | 敢闘賞       | 栃ノ心剛（春日野部屋 ジョージア・ムツケタ出身） - 12勝3敗（5場所ぶり3回目） 魁聖一郎（友綱部屋 ブラジル・サンパウロ出身） - 10勝5敗（初受賞）          |
| 三賞         | 技能賞       | 鶴竜力三郎（井筒部屋 モンゴル・スフバートル出身） - 12勝3敗（4場所ぶり6回目） 豪栄道豪太郎（境川部屋 大阪府寝屋川市出身） - 11勝4敗（13場所ぶり2回目） |
| 十両優勝     | 十両優勝     | 磋牙司洋之（入間川部屋 静岡県三島市出身） - 13勝2敗 |
| 幕下優勝     | 幕下優勝     | 松谷裕也（松ヶ根部屋 福岡県築上郡築上町出身） - 7戦全勝                                                                                                |
| 三段目優勝   | 三段目優勝   | 北勝国英明（八角部屋 山形県鶴岡市出身） - 7戦全勝 |
| 序二段優勝   | 序二段優勝   | 魁ノ隆弘起（友綱部屋 香川県坂出市出身） - 7戦全勝 |
| 序ノ口優勝   | 序ノ口優勝   | 久之虎克太（田子ノ浦部屋 和歌山県和歌山市出身） - 7戦全勝                                                                                              |

#### 七月場所（名古屋場所）
愛知県体育館（名古屋市）を会場に、初日の7月10日（日）から千秋楽の7月24日（日）まで15日間開催された。番付発表は6月27日（月）。
| タイトル     | タイトル     | 人物（所属部屋 出身地） - 成績                                                       |
| ------------ | ------------ | ------------------------------------------------------------------------------------ |
| 幕内最高優勝 | 幕内最高優勝 | 日馬富士公平（伊勢ヶ濱部屋 モンゴル・ゴビアルタイ出身） - 14勝1敗（12場所ぶり2回目） |
| 三賞         | 殊勲賞       | 琴奨菊和弘（佐渡ヶ嶽部屋 福岡県柳川市出身）- 11勝4敗（19場所ぶり2回目）              |
| 三賞         | 敢闘賞       | 豊真将紀行（錣山部屋 山口県下関市出身） - 11勝4敗（5場所ぶり5回目）                  |
| 三賞         | 技能賞       | 該当者なし                                                                           |
| 十両優勝     | 十両優勝     | 妙義龍泰成（境川部屋 兵庫県高砂市出身） - 11勝4敗                                    |
| 幕下優勝     | 幕下優勝     | 直江俊司（尾車部屋 東京都調布市出身） - 7戦全勝                                      |
| 三段目優勝   | 三段目優勝   | 阿夢露光大（阿武松部屋 ロシア・レソザボズク出身） - 7戦全勝                          |
| 序二段優勝   | 序二段優勝   | 前乃富士太郎（高田川部屋 千葉県成田市出身） - 7戦全勝                                |
| 序ノ口優勝   | 序ノ口優勝   | 佐久間山貴之（北の湖部屋 東京都北区出身） - 7戦全勝                                  |

#### 九月場所（秋場所）
両国国技館（東京都）を会場に、初日の9月11日（日）から千秋楽の9月25日（日）まで15日間開催された。番付発表は8月29日（月）。
| タイトル     | タイトル     | 人物（所属部屋 出身地） - 成績 |
| ------------ | ------------ | --- |
| 幕内最高優勝 | 幕内最高優勝 | 白鵬翔（宮城野部屋 モンゴル・ウランバートル出身） - 13勝2敗（2場所ぶり20回目）                                                             |
| 三賞         | 殊勲賞       | 琴奨菊和弘（佐渡ヶ嶽部屋 福岡県柳川市出身）- 12勝3敗（2場所連続3回目） 稀勢の里寛（鳴戸部屋 茨城県牛久市出身） - 12勝3敗（3場所ぶり5回目） |
| 三賞         | 敢闘賞       | 臥牙丸勝（北の湖部屋 ジョージア・トビリシ出身） - 11勝4敗（初受賞）                                                                        |
| 三賞         | 技能賞       | 琴奨菊和弘（佐渡ヶ嶽部屋 福岡県柳川市出身） - 12勝3敗（3場所ぶり4回目）                                                                    |
| 十両優勝     | 十両優勝     | 妙義龍泰成（境川部屋 兵庫県高砂市出身） - 13勝2敗                                                                                          |
| 幕下優勝     | 幕下優勝     | 旭日松広太（大島部屋 千葉県野田市出身） - 7戦全勝                                                                                          |
| 三段目優勝   | 三段目優勝   | 唐津海誠二（玉ノ井部屋 佐賀県唐津市出身） - 7戦全勝                                                                                        |
| 序二段優勝   | 序二段優勝   | 渡辺太志（貴乃花部屋 山梨県山梨市出身） - 7戦全勝 ※優勝決定戦勝利                                                                          |
| 序ノ口優勝   | 序ノ口優勝   | 若山聡（阿武松部屋 千葉県勝浦市出身） - 7戦全勝                                                                                            |

#### 十一月場所（九州場所）
福岡国際センター（福岡市）を会場に、初日の11月13日（日）から千秋楽の11月27日（日）まで15日間開催された。番付発表は10月31日（月）。
| タイトル     | タイトル     | 人物（所属部屋 出身地） - 成績 |
| ------------ | ------------ | --- |
| 幕内最高優勝 | 幕内最高優勝 | 白鵬翔（宮城野部屋 モンゴル・ウランバートル出身） - 14勝1敗（2場所連続21回目）                                                           |
| 三賞         | 殊勲賞       | 該当者なし |
| 三賞         | 敢闘賞       | 若荒雄匡也 （阿武松部屋 千葉県 船橋市出身） - 12勝3敗（初受賞） · 碧山亘右 （田子ノ浦部屋 ブルガリア・ヤンボル出身） - 11勝4敗（初受賞） |
| 三賞         | 技能賞       | 稀勢の里寛（鳴戸部屋 茨城県牛久市出身） - 10勝5敗（初受賞）                                                                              |
| 十両優勝     | 十両優勝     | 勢翔太（伊勢ノ海部屋 大阪府交野市出身） - 12勝3敗                                                                                        |
| 幕下優勝     | 幕下優勝     | 千昇秀貴（式秀部屋 モンゴル・ウランバートル出身） - 6戦1敗 ※優勝決定戦勝利                                                               |
| 三段目優勝   | 三段目優勝   | 佐久間山貴之（北の湖部屋 東京都北区出身） - 7戦全勝                                                                                      |
| 序二段優勝   | 序二段優勝   | 若山聡（阿武松部屋 千葉県勝浦市出身） - 7戦全勝                                                                                          |
| 序ノ口優勝   | 序ノ口優勝   | 蘇堅太（阿武松部屋 鹿児島県大島郡瀬戸内町出身） - 7戦全勝                                                                                |

### 地方巡業
- 2月に発覚した八百長事件の影響を受け、巡業はすべて中止された。
- 東日本大震災の被災者慰問が夏に行われた。

### 新弟子検査合格者
四股名が太字の者は現役力士。最高位は引退力士のみ記載。3月場所の新弟子検査に合格した力士の初土俵は5月技量審査場所。
| 場所            | 人数 | 主な合格者                         | 四股名       | 最高位     | 最終場所       | 備考                                          |
| --------------- | ---- | ---------------------------------- | ------------ | ---------- | -------------- | --------------------------------------------- |
| 1月場所         | 9人  | ガントルガ・ガンエルデネ           | 照ノ富士春雄 | 第73代横綱 | 2025年1月場所  | 興行ビザ取得待ちのため初土俵は5月技量審査場所 |
| 3月場所（中止） | 36人 | 川畑明生                           | 明生力       | （現役）   | （現役）       |                                               |
| 3月場所（中止） | 36人 | 齋藤亨将                           | 白鷹山亨将   | （現役）   | （現役）       |                                               |
| 3月場所（中止） | 36人 | 長谷山正典                         | 栃丸正典     | （現役）   | （現役）       | 第2検査合格                                   |
| 3月場所（中止） | 36人 | 明月院秀政                         | 千代大龍秀政 | 小結       | 2022年11月場所 | 幕下15枚目格付出                              |
| 3月場所（中止） | 36人 | 久保田樹                           | 力真樹       | 十両10枚目 | 2017年9月場所  |                                               |
| 5月技量審査場所 | 7人  | 佐久間貴之                         | 常幸龍貴之   | 小結       | 2022年9月場所  |                                               |
| 5月技量審査場所 | 7人  | 笹山喜悌                           | 大成道喜悌   | 十両12枚目 | 2024年9月場所  |                                               |
| 7月場所         | 2人  | エルデンビィールグ・エンクマンライ | 玉正鳳萬平   | （現役）   | （現役）       | 興行ビザ取得待ちのため初土俵は9月場所         |
| 9月場所         | 3人  |                                    |              |            |                |                                               |
| 11月場所        | 3人  | 大波港                             | 若元春港     | （現役）   | （現役）       |                                               |

### 引退
| 場所            | 人数 | 主な引退力士 | 最高位     | 初土俵                            | 備考                   |
| --------------- | ---- | ------------ | ---------- | --------------------------------- | ---------------------- |
| 1月場所         | 18人 | 土佐ノ海敏生 | 関脇       | 1994年3月場所（幕下最下位格付出） | 年寄「立川」襲名       |
| 1月場所         | 18人 | 春日錦孝嘉   | 前頭5枚目  | 1991年3月場所                     | 年寄「竹縄」襲名       |
| 1月場所         | 18人 | 増健亘志     | 十両6枚目  | 1996年1月場所（幕下最下位格付出） | 引退時の四股名は柳川   |
| 5月技量審査場所 | 58人 | 北勝力英樹   | 関脇       | 1993年3月場所                     | 年寄「谷川」襲名       |
| 5月技量審査場所 | 58人 | 普天王水     | 小結       | 2003年1月場所（幕下15枚目格付出） | 年寄「稲川」襲名       |
| 5月技量審査場所 | 58人 | 霜鳳典雄     | 小結       | 2000年5月場所（幕下最下位格付出） |                        |
| 5月技量審査場所 | 58人 | 白馬毅       | 小結       | 2000年1月場所                     |                        |
| 5月技量審査場所 | 58人 | 德瀬川正直   | 前頭筆頭   | 2003年7月場所                     |                        |
| 5月技量審査場所 | 58人 | 春日王克昌   | 前頭3枚目  | 1998年11月場所                    |                        |
| 5月技量審査場所 | 58人 | 豊桜俊昭     | 前頭5枚目  | 1989年3月場所                     |                        |
| 5月技量審査場所 | 58人 | 十文字友和   | 前頭6枚目  | 1992年11月場所                    |                        |
| 5月技量審査場所 | 58人 | 千代白鵬大樹 | 前頭6枚目  | 1999年3月場所                     |                        |
| 5月技量審査場所 | 58人 | 猛虎浪栄     | 前頭6枚目  | 2001年3月場所                     |                        |
| 5月技量審査場所 | 58人 | 琴春日桂吾   | 前頭7枚目  | 1993年3月場所                     |                        |
| 5月技量審査場所 | 58人 | 将司昂親     | 前頭8枚目  | 2003年1月場所                     |                        |
| 5月技量審査場所 | 58人 | 山本山龍太   | 前頭9枚目  | 2007年1月場所                     |                        |
| 5月技量審査場所 | 58人 | 光龍忠晴     | 前頭11枚目 | 2000年11月場所                    |                        |
| 5月技量審査場所 | 58人 | 安壮富士清也 | 前頭13枚目 | 1994年1月場所                     |                        |
| 5月技量審査場所 | 58人 | 清瀬海孝行   | 前頭13枚目 | 2007年1月場所（幕下10枚目格付出） |                        |
| 5月技量審査場所 | 58人 | 境澤賢一     | 前頭15枚目 | 2006年3月場所                     |                        |
| 5月技量審査場所 | 58人 | 旭南海廣光   | 前頭16枚目 | 1993年3月場所                     |                        |
| 5月技量審査場所 | 58人 | 大翔大豪志   | 十両筆頭   | 1998年3月場所                     | 引退時の四股名は大翔山 |
| 5月技量審査場所 | 58人 | 保志光信一   | 十両筆頭   | 2000年11月場所                    |                        |
| 5月技量審査場所 | 58人 | 若天狼啓介   | 十両2枚目  | 1993年3月場所                     |                        |
| 5月技量審査場所 | 58人 | 霧の若太郎   | 十両4枚目  | 1999年3月場所                     |                        |
| 5月技量審査場所 | 58人 | 白乃波寿洋   | 十両4枚目  | 2004年3月場所                     |                        |
| 5月技量審査場所 | 58人 | 栃天晃正嵩   | 十両4枚目  | 1982年3月場所                     |                        |
| 7月場所         | 14人 | 魁皇博之     | 大関       | 1988年3月場所                     | 年寄「浅香山」襲名     |
| 9月場所         | 12人 |              |            |                                   |                        |
| 11月場所        | 11人 | 玉乃島新     | 関脇       | 1998年3月場所（幕下最下位格付出） | 年寄「西岩」襲名       |
| 11月場所        | 11人 | 大翔湖友樹   | 十両10枚目 | 2007年3月場所（幕下15枚目格付出） |                        |

### その他
- 年寄名跡の管理に関して、日本相撲協会の公益法人制度改革対策委員会が『今後は日本相撲協会の管理の下で、名跡の襲名・移動などを行う』ことを決議[77]。

## アマチュア相撲
- 第66回国民体育大会相撲競技
会期：2011年10月8日（土）-10月10日（月）、会場：山口県下関市・下関市豊浦夢が丘スポーツセンター 、優勝：団体成年男子は富山県、個人成年男子は山口雅弘（鳥取・日大4年）、団体少年男子は鳥取県、個人少年男子は木﨑信志（鳥取城北高）
- 第60回全日本相撲選手権大会（アマチュア横綱）
会期：2011年12月4日（日）、会場：両国国技館、優勝：松永六十四（長崎県・猶興館高校教員）
- 第89回全国学生相撲選手権大会（学生横綱）
会期：2011年11月5日（土）-11月6日（日）、会場：大阪府堺市・大浜公園、優勝：団体Aクラスは日本体育大、個人は正代直也（東農大2年）
- 第89回全国高校相撲選手権大会（高校横綱）
会期：2011年7月29日（金）-7月31日（日）、会場：青森県弘前市・青森県武道館、優勝：団体は鳥取城北高（鳥取県）、個人は佐々木耕大（鳥取城北高）
- 第41回全国中学校相撲選手権大会（中学生横綱）
会期：2011年8月20日（土）-8月21日（日）、会場：兵庫県姫路市・網干南公園、優勝：団体は明徳義塾中（高知県）、個人は佐藤貴信（兵庫・報徳学園中）

## 死去
- 2月24日 - 立洸熊五郎（最高位：前頭6枚目、所属：立浪部屋、* 1969年【昭和44年】）[78]
- 2月25日 - 影山信雄（アマ八段、学生横綱、初代アマチュア横綱。日本相撲連盟理事、日本実業団相撲連盟理事長、九州相撲連盟会長）[79]
- 3月3日 - 出羽ノ花好秀（最高位：前頭13枚目、所属：出羽海部屋、* 1928年【昭和3年】）[80]
- 3月10日 - 豊山鬼吉（最高位：前頭17枚目、所属：錦島部屋→伊勢ノ海部屋、* 1925年【大正14年】）[81]
- 4月18日 - 若鳴門清海（最高位：前頭6枚目、所属：春日野部屋、* 1939年【昭和14年】）[82]
- 6月13日 - 羽嶋山昌乃武（最高位：関脇、所属：出羽海部屋、* 1922年【大正11年】）[83]
- 10月9日 - 若瀬川剛充（最高位：前頭筆頭、所属：伊勢ヶ濱部屋、* 1962年【昭和37年】）[84]
- 11月7日 - 隆の里俊英（第59代横綱、所属：二子山部屋、* 1952年【昭和27年】）[85]
- 12月21日 - 上田馬之助（プロレスラー、元序二段19枚目海部錦、* 1940年【昭和15年】）[86]

## その他
- 5月1日、TBS系列「クイズ☆タレント名鑑」番組内企画として、元力士を含む各界の猛者による相撲トーナメント「USC〜史上最大ガチ相撲トーナメント〜」が開催された。同企画は評判を呼び、第2回が9月、第3回が翌年3月に開催された。